# Журик Олександр Юрійович
Олекса́ндр Ю́рійович Жу́рик — старший солдат Збройних сил України, учасник російсько-української війни.

## Нагороди
За особисту мужність і високий професіоналізм, виявлені у захисті державного суверенітету та територіальної цілісності України, вірність військовій присязі, відзначений — нагороджений
- орденом «За мужність» III ступеня (31.7.2015).